# パトリック・ユウ
パトリック・ユウ（Patrick Yu、1968年2月13日-）は、日本のスポーツMC、スタジアムDJ。身長188cm、体重83kg。兵庫県神戸市出身（東京都渋谷区千駄ヶ谷生まれ）。愛称は「パット」。

## 来歴

### 過去の活動
父は外資系企業勤務のアメリカ人、母は舞踊家家系の韓国人。5歳のときに母と神戸に引越し、地元の幼稚園に入るが馴染めず、小学校はインターナショナル・スクールの聖ミカエル国際学校、中学校はカナディアン・アカデミー国際学校に進んだ。1984年（16歳）のときに、ディスコのDJの存在を知り、すぐに弟子入りして活動を始め、ラジオ番組でディスクジョッキーとして出演した。
ラジオ
- 1995年から1999年：Kiss-FM KOBE
- 1996年から1999年：ZIP-FM
- 2000年から2001年：ABC朝日放送ラジオ
- 2004年から2006年：BAY-FM
- 2007年から2008年：TOKYO FM

サッカーではヴィッセル神戸のスタジアムDJとして1995年から3年間活動していた。
34歳で上京。

### 現在
現在はプロ野球の東京ヤクルトスワローズや、ジャパンラグビーリーグワンの東芝ブレイブルーパス東京、B.LEAGUEのサンロッカーズ渋谷のオフィシャルスタジアムDJとして活動している。
2008年より務めているスワローズオフィシャルスタジアムDJとしての背番号は愛称から「810（パット）」。ファン感謝DAYや新入団会見などのMCも担当。
スワローズファンの五代目坂東亀三郎（現・坂東彦三郎 (9代目)）とは2015年に『絶対東京ヤクルトスワローズ! -スワチューという悦楽- 』という本を共著している。
2020年放送の特撮ドラマ『ウルトラマンZ』では、変身アイテム「ウルトラゼットライザー」の音声を担当。
既婚者で2児（1男1女）の父でもある。